# Follonica (stacja kolejowa)
Follonica (wł. Stazione di Follonica) – stacja kolejowa w Follonica, w prowincji Grosseto, w regionie Toskania, we Włoszech. Znajduje się na linii Piza – Rzym.
Według klasyfikacji RFI ma kategorię srebrną.

## Linie kolejowe
- Linia Piza – Rzym

## Połączenia
Stacja obsługiwana jest przez regionalne pociągi obsługiwane przez Trenitalia w ramach umowy o świadczenie usług podpisanej z regionem Toskanii, a także przez niektóre pociągi InterCity, również obsługiwane przez Trenitalia.